# Біотин
Біотин (вітамін H або B7, біос-ІІ, коензим R) С10Н16О3N2S — водорозчинний вітамін групи В. Молекула біотину складається з тетрагідро імідазольного і тетрагідро тіофенового кільця, в тетрагідротіофеновому кільці один з атомів водню заміщений на валеріанову кислоту. Біотин є кофактором у метаболізмі жирних кислот, лейцину і в процесі глюконеогенезу.

## Біохімічна роль
Входить до складу ферментів, що регулюють білковий і жировий обмін, має високу активність. Бере участь в синтезі глюкокінази — ферменту, який регулює обмін цукрів. Є коферментом різних ферментів, у тому числі і транскарбоксілаз. Бере участь в синтезі пуринових нуклеотидів. Є джерелом сірки, яка бере участь у синтезі колагену. За участю біотину протікають реакції активації і перенесення СО2.

## Рекомендована добова норма споживання
Фізіологічна потреба для дорослих — 50 мкг / добу. Для дітей — від 10 до 50 мкг / добу залежно від віку. Верхній допустимий рівень споживання не встановлений.

## Причини недостатності біотину
- спадковість;
- вживання антибіотиків і сульфаніламідних препаратів пригнічує здорову флору кишки, яка синтезує біотин;
- зловживання дієтами, які обмежують нормальне харчування;
- порушення травлення, обумовлені атрофією слизової оболонки шлунка і тонкої кишки (синдром мальабсорбції після резекції тонкої кишки);
- регулярне вживання сахарину, який негативно впливає на засвоєння і метаболізм біотину, а також пригнічує мікрофлору кишки, яка синтезує біотин;
- вживання сирих яєць, білок яких містить глікопротеїн авідин, який утворює міцний зв'язок з біотином, що перешкоджає його всмоктуванню в кишці.
- вживання продуктів, які містять сірчані сполуки як консерванти (E221 — E228) (сірчистий ангідрид, який утворюється при нагріванні таких продуктів, а також при контакті їх з повітрям, руйнує біотин);
- зловживання алкоголем (алкогольні напої заважають нормальному засвоєнню біотину).

## Прояви нестачі біотину
При нестачі біотину спостерігаються:
- ураження шкіри рук і ніг
- сухість і нездоровий відтінок шкіри
- блідий гладкий язик
- сонливість, депресія
- болючість і слабкість м'язів
- гіпотензія
- високий рівень холестеролу і цукру в крові
- анемія
- втрата апетиту і нудота
- погіршення стану волосся

## Вміст у харчових продуктах і лікарських препаратах

### Вміст у харчових продуктах
У малих кількостях біотин міститься у всіх продуктах, але більше всього цього вітаміну міститься в печінці, нирках, дріжджах, бобових (соя, арахіс), цвітній капусті, горіхах. У меншій мірі він міститься в томатах, шпинаті, яйцях (не сирих), в грибах. Здорова флора кишки синтезує біотин в достатній для організму кількості. Тому вживання продуктів, які нормалізують флору кишки (молочнокислі продукти, квашена капуста) надає хоча і непрямий, але значний внесок у забезпечення потреби організму в біотині.